# Peter Barr
Pour les articles homonymes, voir Barr.
Peter Barr, né le 20 avril 1826 à Lanarkshire 17 septembre 1909 à Londres, est un horticulteur britannique.

## Biographie
Il fonde en 1861 un commerce de graines et de bulbes à Covent Garden du nom de Barr and Sudgens, celui-ci est plus tard rebaptisé sous le nom de Barr and Sons et subsiste jusque dans les années 1950, à cette date l'entreprise fusionne avec son concurrent R. Wallace and Co de Colchester sous le nom de Wallace and Barr. Il consacre sa vie à la culture et à l’amélioration des narcisses, il travaille également sur d’autres plantes comme les pivoines. Il possède des serres à Covent Garden. Les archives de Barr sont détruites dans un incendie, aussi on ignore comment il a obtenu nombre d’hybrides qu’il commercialisait.
Barr est notamment l’auteur de Ye Narcissus or daffodyl flowre, and hys roots, with hys histoire and culture... : embellished with manie woodcuts (1884) et de Readings on the Lilies of the World (1901).

## Hommages
Depuis 1912, la Royal Horticultural Society décerne annuellement la Peter Barr Memorial Cup, en commémoration de Peter Barr et sur recommandation du comité des jonquilles et tulipes, à une personne qui a accompli un travail de qualité dans le domaine des
jonquilles.